# دانييلا لوبيز
دانييلا لوبيز (بالإسبانية: Daniela López)‏ هي لاعب كرة مضرب تشيلية، ولدت في 9 أبريل 1997.

## وصلات خارجية
- دانييلا لوبيز على موقع رابطة محترفات التنس (الإنجليزية)
- دانييلا لوبيز على موقع الاتحاد الدولي لكرة المضرب (الإنجليزية)
- دانييلا لوبيز على موقع كأس بيلي جين كينغ (الإنجليزية)
- دانييلا لوبيز على موقع خلاصة التنس.كوم (الإنجليزية)